# Esrom Nyandoro
Esrom Nyandoro (né le 6 février 1980 à Bulawayo à l'époque en Rhodésie, aujourd'hui au Zimbabwe) est un footballeur international zimbabwéen, qui évoluait au poste de milieu de terrain.

## Biographie

### Carrière en club
Avec le club de Mamelodi Sundowns, il remporte trois championnats d'Afrique du Sud et une Coupe d'Afrique du Sud. Il atteint par ailleurs la finale de la Ligue des champions africaine en 2001, en étant battu par l'équipe égyptienne d'Al Ahly.

### Carrière en sélection
Avec l'équipe du Zimbabwe, il joue 49 matchs (pour 3 buts inscrits) entre 2001 et 2012. 
Il figure dans le groupe des sélectionnés lors des Coupes d'Afrique des nations de 2004 et de 2006.
Il joue également 21 matchs comptant pour les tours préliminaires de la coupe du monde, lors des éditions 2002, 2006, 2010 et 2014.

## Palmarès
Mamelodi Sundowns
| - Championnat d'Afrique du Sud (3) : - Champion : 2005-06, 2006-07 et 2013-14. - Vice-champion : 2009-10. - Coupe d'Afrique du Sud (1) : - Vainqueur : 2008. - Finaliste : 2007 et 2011-12. |  | - Ligue des champions : - Finaliste : 2001. |